# Dolmengodin

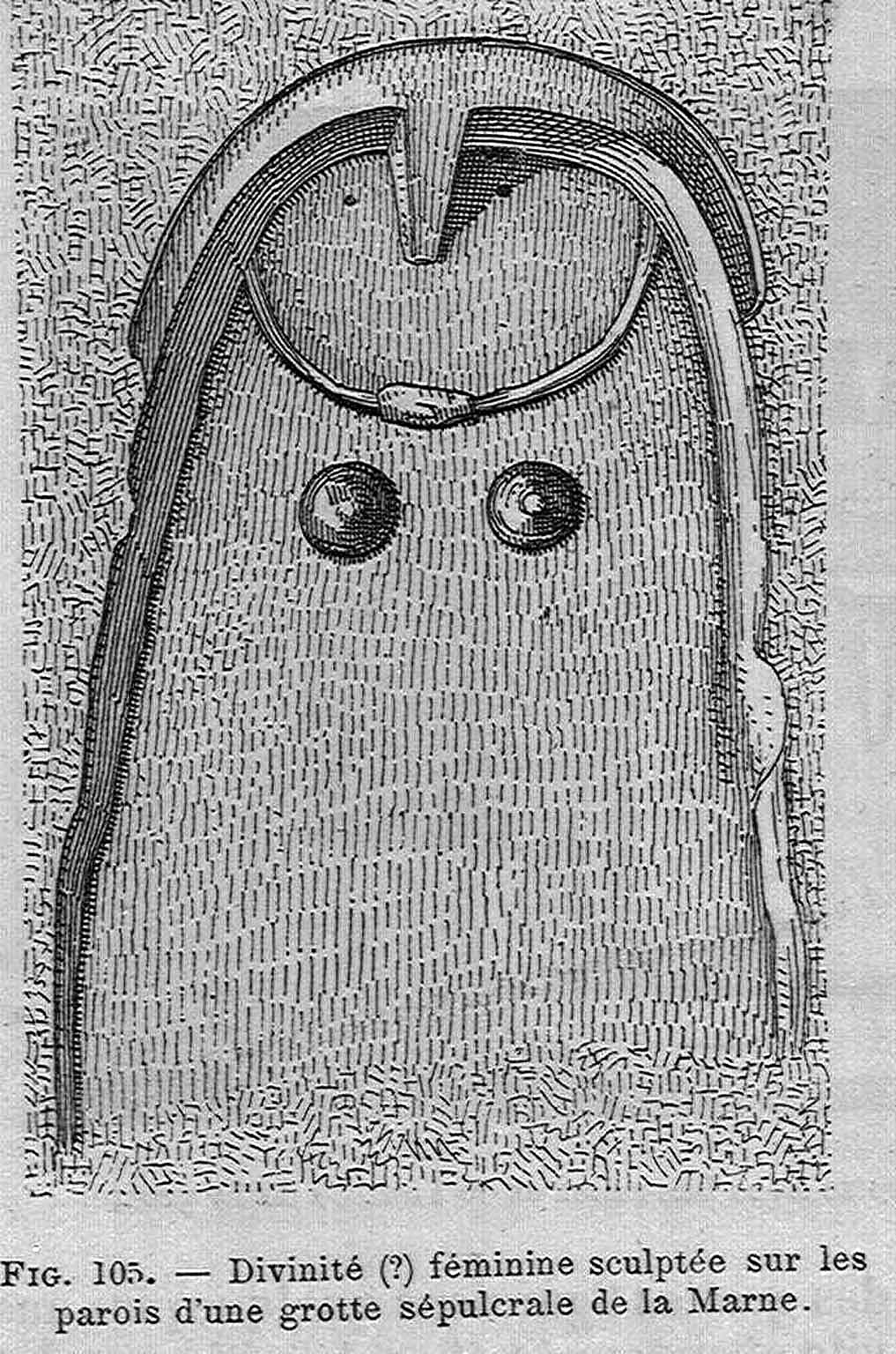
Afbeelding van de dolmengodin in de Marnegrotten

Een dolmengodin, in Duitsland Dolmengöttin genoemd en in Frankrijk Déesse Mère (moedergodin) of Déesse des Morts (doodsgodin), is een afbeelding (petroglief) op de binnenkant van draagstenen van dolmen en op menhirs en wordt voornamelijk in West-Europa aangetroffen. Het begrip werd voor het eerst door Henri Édouard Prosper Breuil gebruikt.
De afbeelding kan antropomorf, symbolisch of abstract zijn. Meestal gaat het om een halve torso zonder hoofd, met twee of meer borsten en een ketting die uit meerdere lagen is opgebouwd.
De afbeeldingen van de dolmengodin komt onder andere voor bij de allée couvertes Kerguntuil, Prajou-Menhir, Crec’h Quillé, Mougau-Bihan, La Maison des Feins, allée couverte de la Bellée, allée couverte de Dampsmesnil, La Pierre Turquaise. De afbeelding werd ook door de Seine-Oise-Marnecultuur aangebracht in enkele Marnegrotten. Glyn Edmund Daniel herkende de afbeelding van een dolmengodin ook op de Idolos Megaliticos uit Portugal en in dolmen in Ierland zoals passage tomb Knockmany, Knowth en Newgrange. Osbert Guy Stanhope Crawford brengt ook afbeeldingen uit de Oogtempel van Tell Brak, afbeeldingen van gezichten op trechterbekers en uit Monte de Outeiro en Los Millares. Ook in Duitsland komt een afbeelding van de dolmengodin voor, zoals op een menhir bij de dolmen van Langeneichstädt nabij Nebra (waar de Hemelschijf van Nebra werd gevonden) en Goseck (met neolithische kringgreppel).

## Afbeeldingen

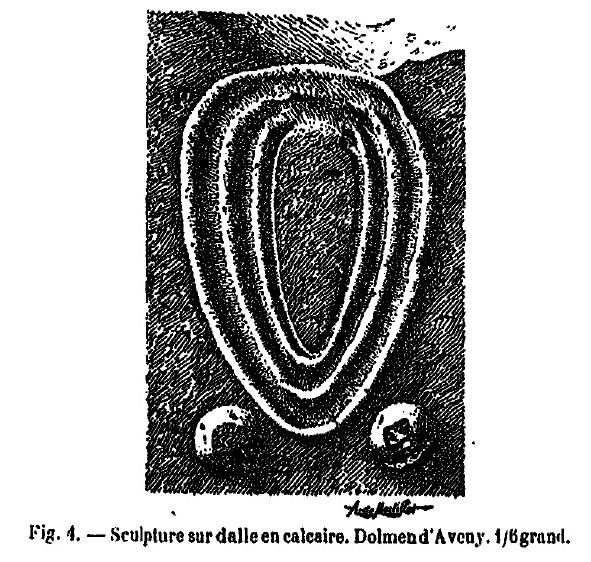
Afbeelding van de dolmengodin in de allée couverte de Dampsmesnil, 1893
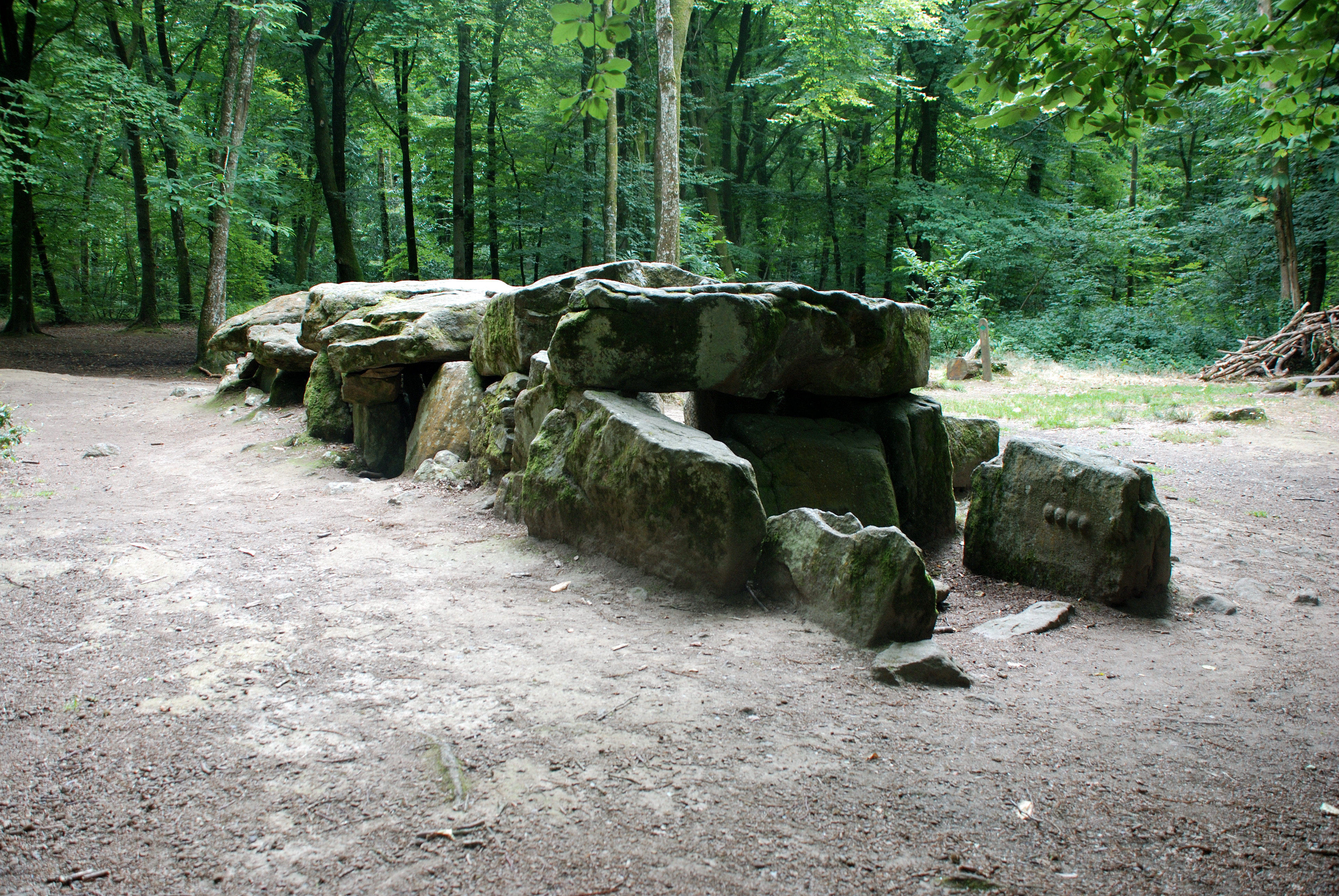
La Mailson des Feins met afbeelding van de dolmengodin op de steen rechts
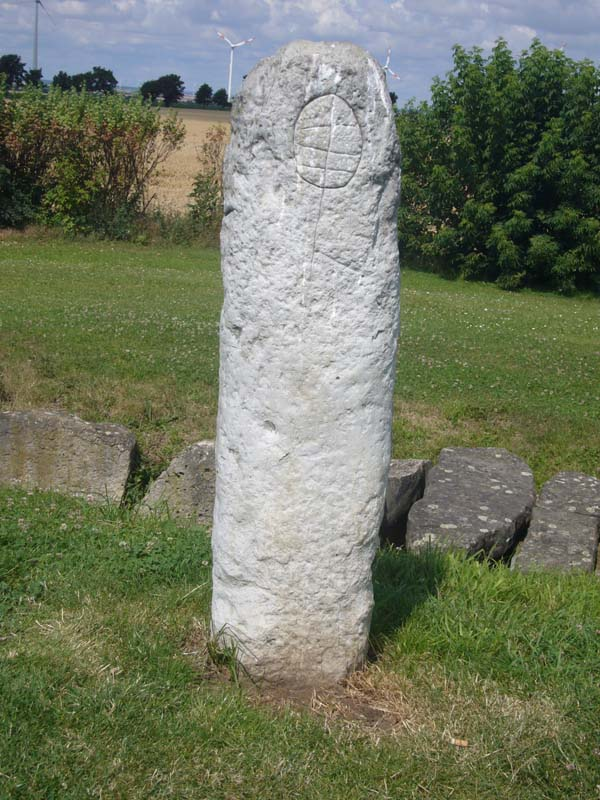
Replica van de menhir bij Langeneichstädt
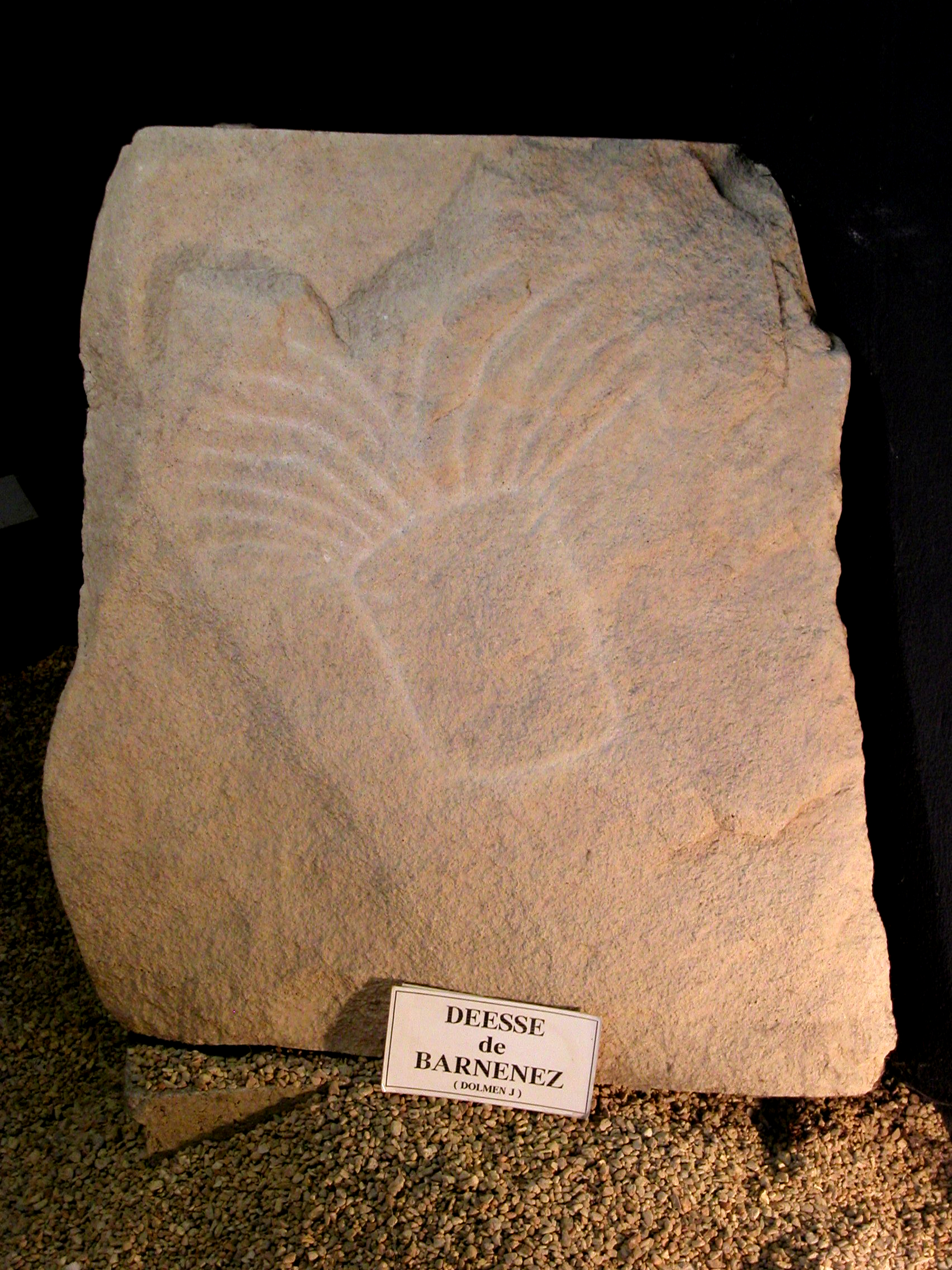
Reproductie van de dolmengodin van de Cairn van Barnenez
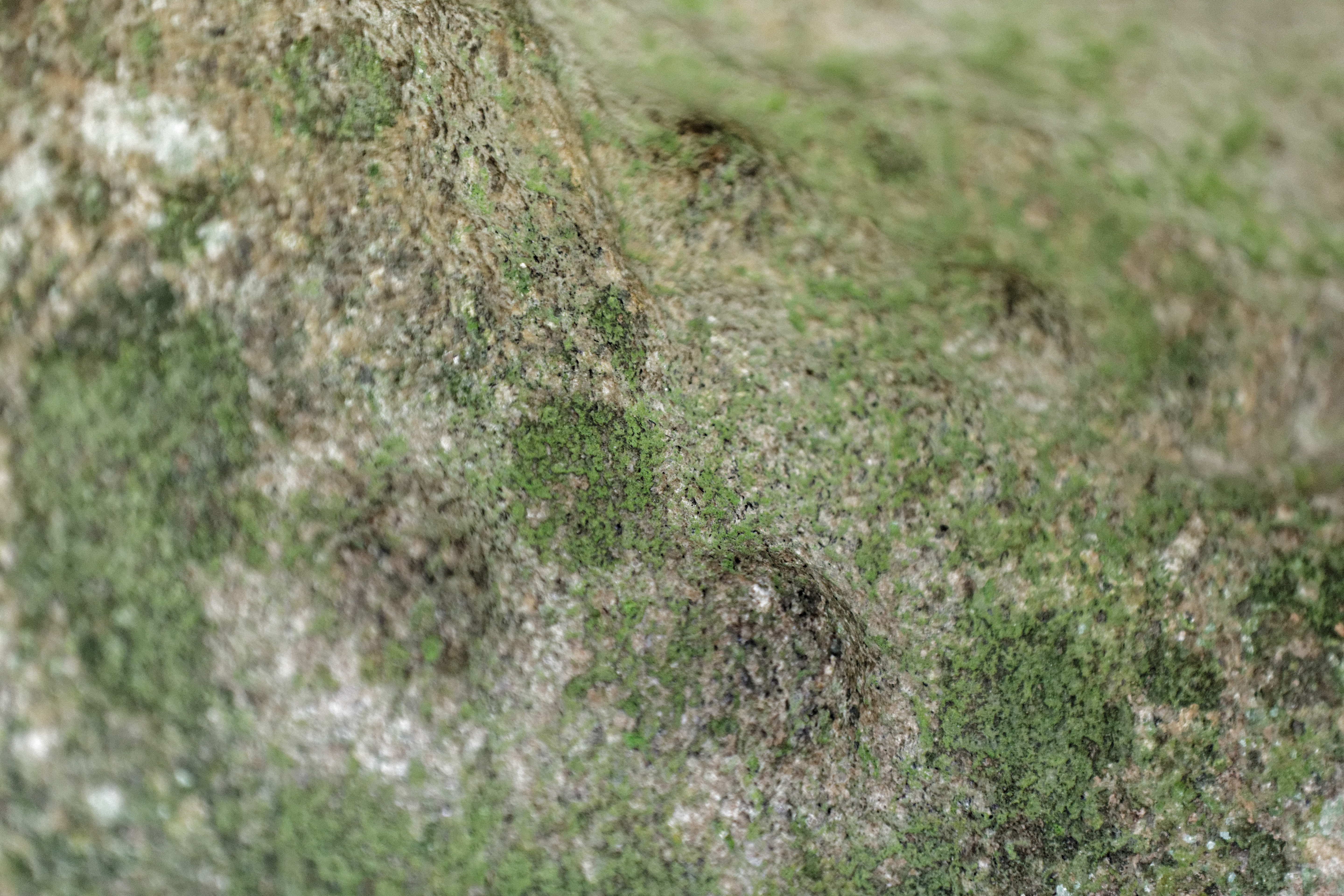
Detail van de afbeelding op de allée couverte du Mougau-Biha
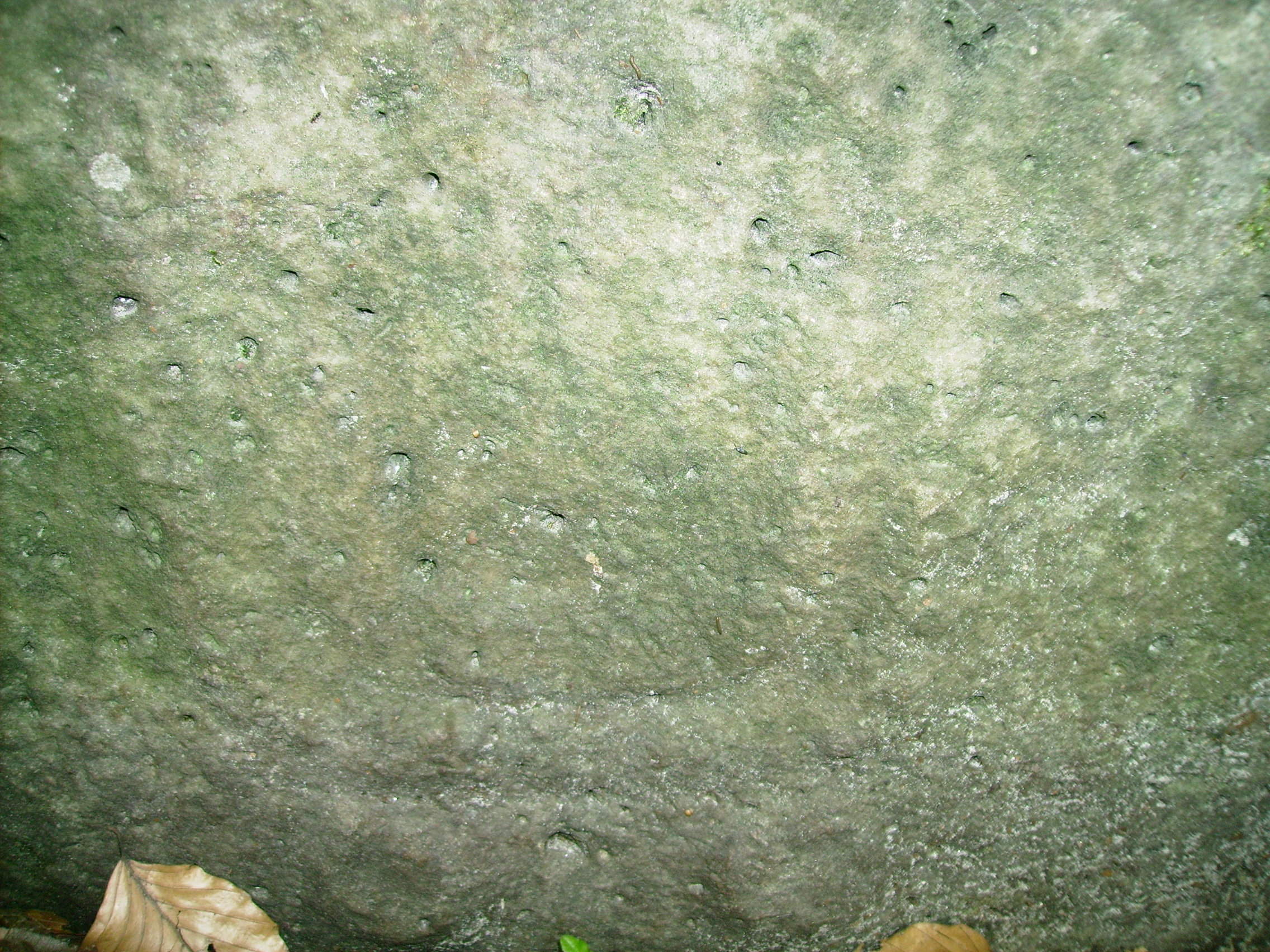
Petroglief op een steen van de Pierre Turquaise